# Mixology (Volume 1)
Mixology (Volume 1) je studiové EP velšského hudebníka a skladatele Johna Calea, vydané bez předchozího oznámení 2. května 2025 společností Double Six Records. Cale jej produkoval spolu se svou manažerkou Nitou Scott. Nahráno bylo převážně v Caleově vlastním studiu v Los Angeles jeho dlouholetým spolupracovníkem Dustinem Boyerem. Kromě Calea, Scott a Boyera na albu hrají bubeníci Deantoni Parks a Tony Allen. Allenův part byl nahrán ve studiu Snap v Londýně. Část jedné písně byla nahrána ve studiu Vox v Los Angeles. Na fyzických nosičích album vyšlo 8. srpna 2025 (dlouhohrající gramofonová deska v limitované edici 500 kusů, a kompaktní disk).
EP obsahuje celkem sedm písní, z toho pět dříve nevydaných, a dvě dříve vydané, zde však zastoupené v alternativních mixech. Píseň „I Know You're Happy“ pochází z alba Mercy (2023), a „Invention of Language“ původně vyšla jako bonus na japonské verzi alba POPtical Illusion (2024). Píseň „Long Way Out of Pain“ Cale hrál již při koncertech v rámci turné POPtical Illusion Tour od února do dubna 2025. Píseň se dočkala také oficiálního videoklipu (vizualizéru) od Studia Sparks.

## Seznam skladeb
Autorem všech skladeb je John Cale.
| Pořadí         | Název                                           | Délka |
| -------------- | ----------------------------------------------- | ----- |
| 1.             | Clap Clap                                       | 6:05  |
| 2.             | I Know You're Happy (Chill Mix) (feat. Tei Shi) | 6:29  |
| 3.             | Long Way Out of Pain (feat. Tony Allen)         | 6:10  |
| 4.             | 1000 Years                                      | 5:14  |
| 5.             | Invention of Language                           | 5:19  |
| 6.             | The Adventures of SupaCane                      | 6:14  |
| 7.             | Standing Next to You                            | 5:23  |
| Celková délka: | Celková délka:                                  | 41:56 |

## Obsazení

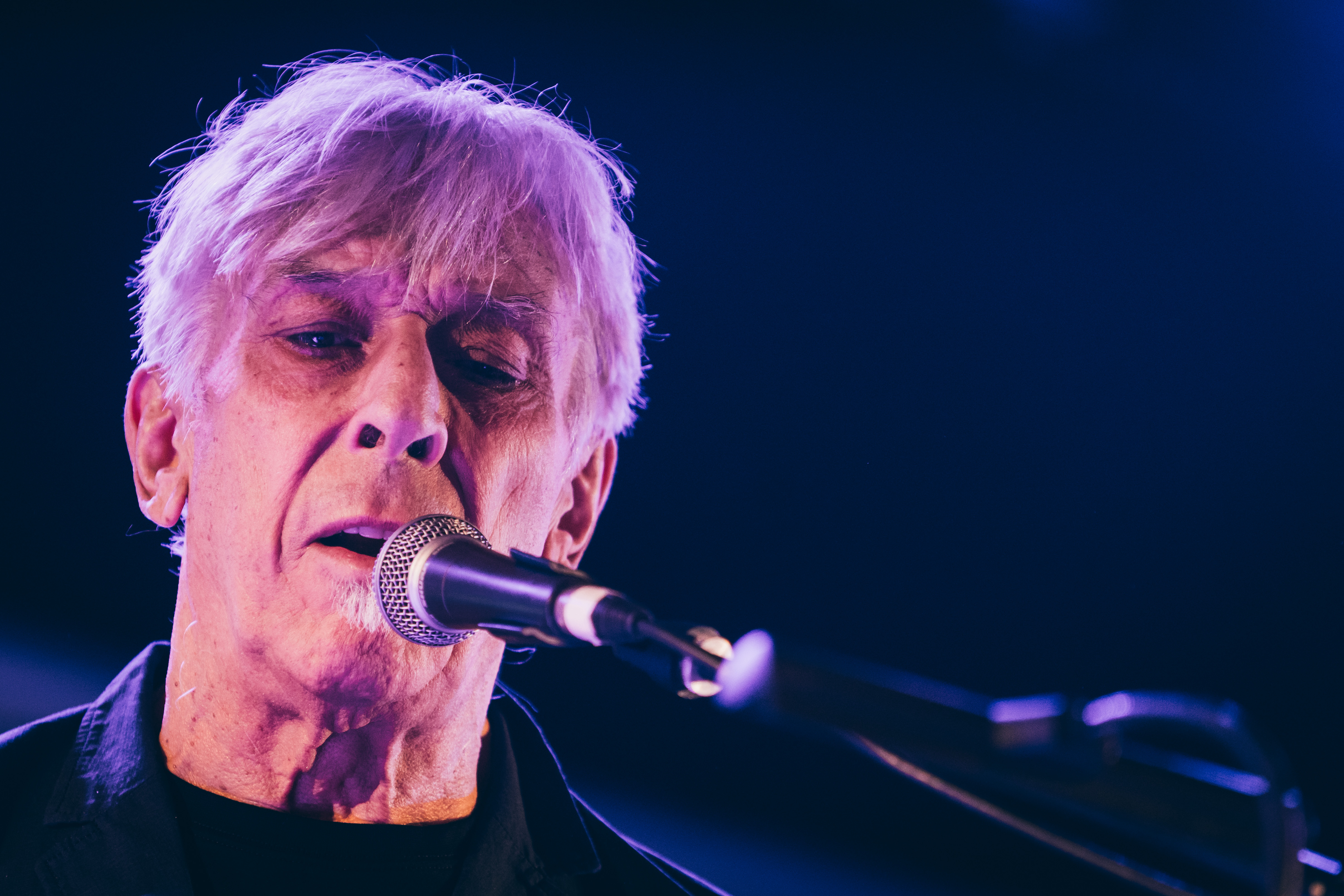
John Cale (2020)

### Hudebníci
- John Cale – zpěv (1–7), klávesy (1, 3–7), baskytara (1–7), syntezátor (1–2, 5, 7), bicí (1–2, 5–6), akustická kytara (2), kytara (3), viola (3–4), klavír (6), smyčce (7)
- Nita Scott – perkuse (1), syntezátor (2, 5, 7), programování (2), bicí (4, 7), doprovodné vokály (5)
- Dustin Boyer – kytara (3–6)
- Deantoni Parks – bicí (1, 4)
- Tei Shi – zpěv (2)
- Tony Allen – bicí (3)

### Technická podpora
- John Cale – produkce (1–7)
- Nita Scott – produkce (1–7)
- Dustin Boyer – nahrávání (1–7)
- Ben McLusky – nahrávání (3)
- Michael Harris – nahrávání (2)
- Seven Davis Jr. – mixing (1–3, 5, 7)
- David Tolomei – mixing (4)
- Mikaelin „Blue“ BlueSpruce – mixing (6)
- Mike Bozzi – mastering